# Leuzea conifera
Leuzea conifera — вид рослин із родини айстрових (Asteraceae).

## Біоморфологічна характеристика

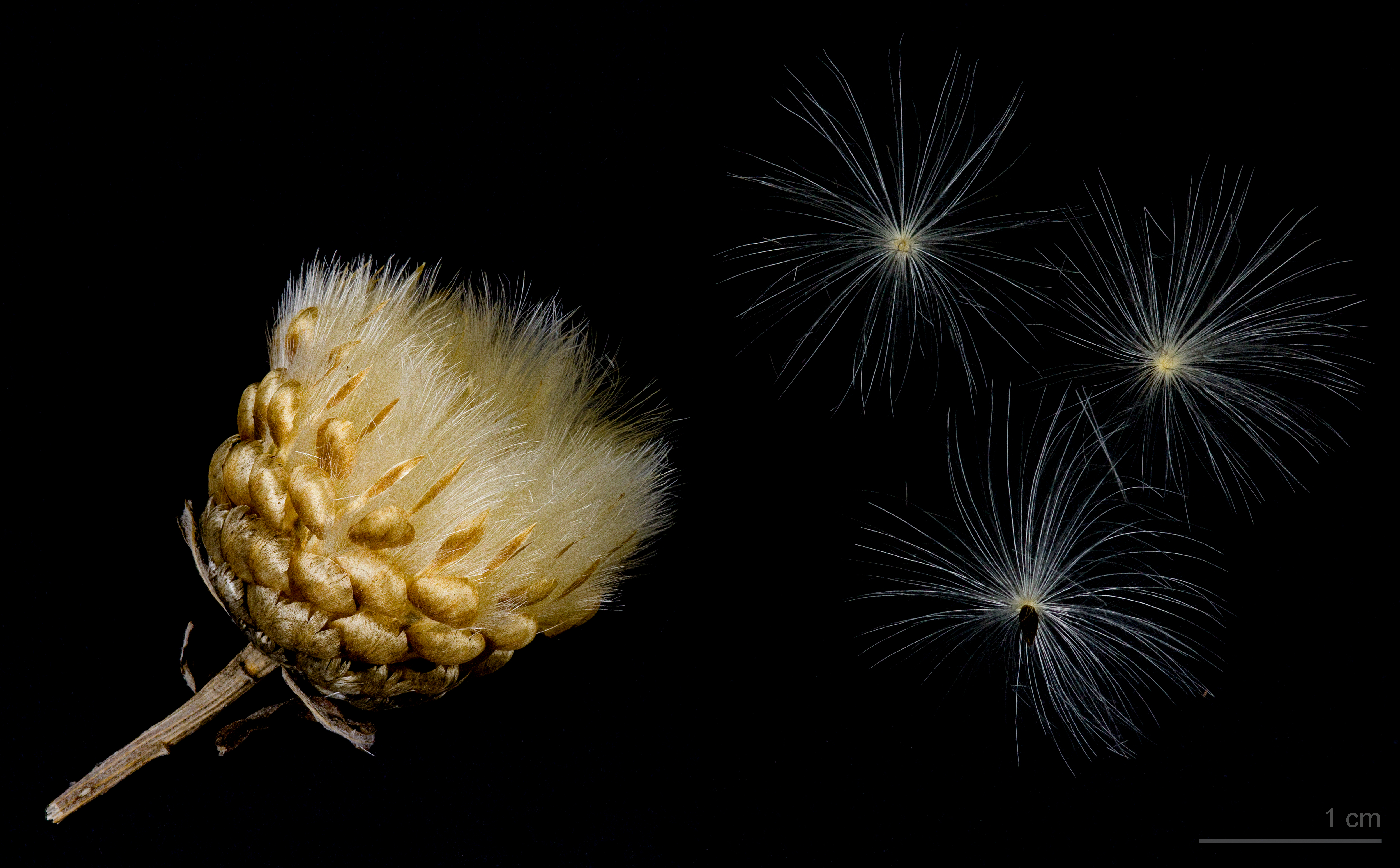

Коренева система багаторічна. Стебла до 30 см завдовжки, біло-вовнисті, прості й одноголові чи мало розгалужені. Листки розташовані вздовж стебла, досягають основи квіткової голови, від цілісних до перисторозсічених, на верхній поверхні дещо грубі й зеленуваті, на нижній — біло-вовнисті; прикореневі від яйцюватої до зворотно-ланцетної форми, стеблові — зворотно-ланцетної чи ланцетної. Квіткова головка дуже велика, одиночна. Кільце приквітків коричневе чи жовтувато-коричневе, 3.2–4 x 3.2–3.7 см; приквітки з коричневими або пурпуровими придатками, голі. Квітки з трубкою 20–27 мм і листочками 7.38 мм, пурпурові. Пиляки 4.3–5.5 мм. Сім'янки 3.8–4.7 мм, горбкові, коричневі або чорні. Папус 22–28 мм, білий. 2n = 26. Цвіте і плодоносить з травня по липень.

## Середовище проживання
Вид зростає у пн.-зх. Африці (Алжир, Марокко, Туніс) та пд.-зх. Європі (Балеарські острови, Корсика, Франція, Італія, Португалія, Сардинія, Сицилія, Іспанія).